# Andrea Orlandi Stabilin
Andrea Orlandi Stabilin (Barcelona, 3 d'agost de 1984) és un exfutbolista català que ocupa la posició de migcampista.
S'inicia en el filial del Deportivo Alavés, que el cedeix al FC Barcelona. Abans, la temporada 03/04 arriba a debutar amb els bascos a Segona Divisió. Suma 66 partits amb el Barcelona Atlètic, mentre que la temporada 05/06 debuta a primera divisió amb els blaugrana. També actua a la Copa Catalunya.
Després d'una prova a l'Aris grec, el 2007 fitxa pel Swansea City AFC.
Finalment, es retira el 2019.

## Palmarès[2]
- 1 Lliga espanyola de futbol amb el FC Barcelona (05/06)
- 1 Football League One amb el Swansea City AFC (07/08)
- 1 Lliga xipriota de futbol amb el APOEL FC Nicòsia (16/17)